# Tuyệt chủng Holocen

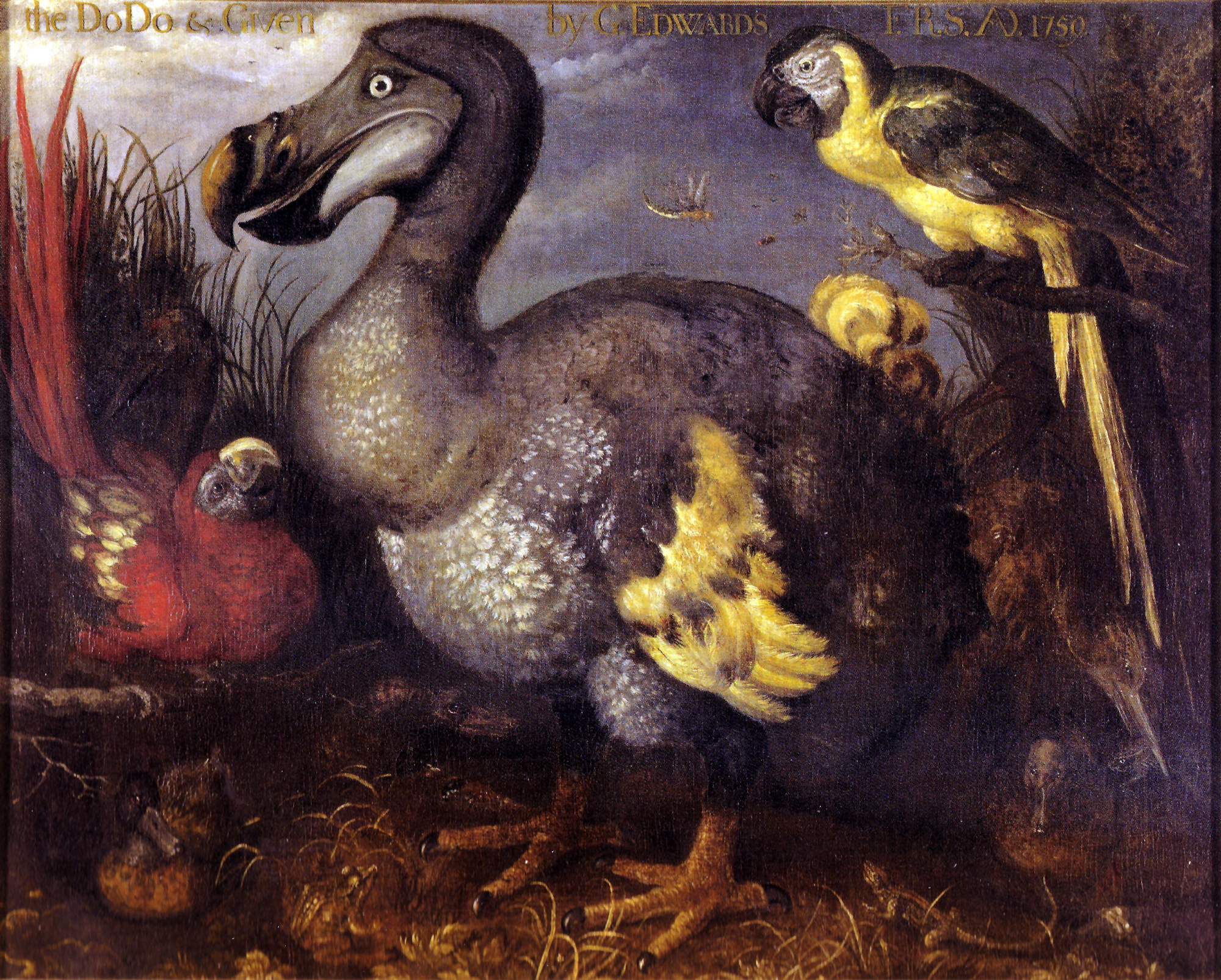
Dodo, một loài chim không biết bay của Mauritius, bị tuyệt chủng vào giữa thế kỷ 17 khi con người phá rừng, nơi mà chúng làm tổ và những loài thú du nhập đã ăn trứng của chúng.

Tuyệt chủng Holocen, đôi khi còn được gọi là Tuyệt chủng lần thứ 6, là tên gọi được đề xuất để chỉ sự kiện tuyệt chủng của các loài đang diễn trong thế Holocene (từ khoảng 10.000 TCN). Một số lượng lớn các họ động và thực vật đã tuyệt chủng gồm động vật có vú, chim, lưỡng cư, bò sát và động vật chân đốt. Có khoảng 875 loài tuyệt chủng trong khoảng giữa 1500 và 2009 đã được Liên minh Bảo tồn Thiên nhiên Quốc tế ghi nhận, trong khi đó phần lớn hơn là không được ghi nhận. Theo thuyết diện tích loài và dựa trên ước tính ràng buộc, tốc độ tuyệt chủng hiện nay có thể lên đến 140.000 loài mỗi năm.
Tuyệt chủng Holocen bao gồm sự biến mất của các loài thú lớn bắt đầu từ 9.000 đến 13.000 năm trước đây, vào cuối thời kỳ băng hà cuối cùng. Điều này có thể là do sự tuyệt chủng của voi ma mút đã duy trì đồng cỏ trở thành các khu rừng bạch dương mà không có voi ma mút. Các cánh rừng mới và kết quả của các vụ cháy rừng có thể bao gồm cả biến đổi khí hậu. Sự biến mất này có thể là kết quả của sự bùng nổ dân số loài người hiện đại dẫn đến sự biến đổi khí hậu. Sự tuyệt chủng này xuất hiện gần ranh giới địa chất giữa Pleistocene–Holocene đôi khi được gọi là sự kiện tuyệt chủng Đệ Tứ. Sự kiện tuyệt chủng Holocen vẫn đang diễn ra.
Không có sự đồng thuận nào về việc liệu có xem sự tuyệt chủng này là một phần của tuyệt chủng trong Đệ Tứ, hoặc chỉ là kết quả do những thay đổi mà con người gây ra hay không. Chỉ trong suốt thời gian gần đây nhất của sự tuyệt chủng, thực vật cũng chịu số phận tương tự. Nhìn chung, tuyệt chủng Holocen có thể đặc trưng bởi những tác động từ các hoạt động con người hiện tại.

## Tác động của con người
Sự tuyệt chủng của các loài động, thực vật và các sinh vật khác do hoạt động của con người có thể tính từ Pleistocen muộn, cách nay hơn 12.000 năm. Có bằng chứng cho thấy sự biến đổi khí hậu có vai trò đặc biệt lớn đến sự tuyệt chủng của các loài thú lớn. Tuy nhiên, trong khi các đợt tuyệt chủng hàng loạt trước đó là do các nguyên nhân môi trường, các nghiên cứu chỉ ra rằng bất cứ nơi nào trên Trái Đất mà con người di cư đến, các loài khác bắt đầu đi đến tuyệt chủng, và tốc độ gia tăng dân số, nổi bật nhất trong hai thế kỷ qua, được xem là một trong những nguyên nhân của sự tuyệt chủng trong Holocen. Để xem xét con người đóng góp như thế nào vào sự tuyệt chủng này, có 3 yếu tố chính cần đề cập:  sự gia tăng nồng độ khí nhà kính, tác động của khí hậu toàn cầu; sự tàn phá đại dương, như đánh bắt cá quá mức và ô nhiễm; và sự điều chỉnh và phá hủy các vùng rộng lớn của các hệ thống sông và đất liền khắp thế giới để đáp ứng những nhu cầu của con người (với 10-15% bề mặt Trái Đất hiện là các khu trồng trọt nông nghiệp hoặc đô thị-công nghiệp và 6-8% đồng cỏ), do đó phá hủy hệ sinh thái địa phương. các nguyên nhân khác liên quan đến con người như phá rừng, săn bắt, dân số, sự du nhập vào nhiều khu vực khác nhau của các loài không phải bản địa, và sự truyền bệnh lan rộng trên toàn cầu. Hiện tại, tốc độ tuyệt chủng của các loài ước tính khoảng 100 đến 1.000 lần so với tốc độ tuyệt chủng "tự nhiên" hoặc tốc độ tuyệt chủng lịch sử (theo nghĩa tiến hóa tự nhiên trên hành tinh)